# James A. Bayard junior

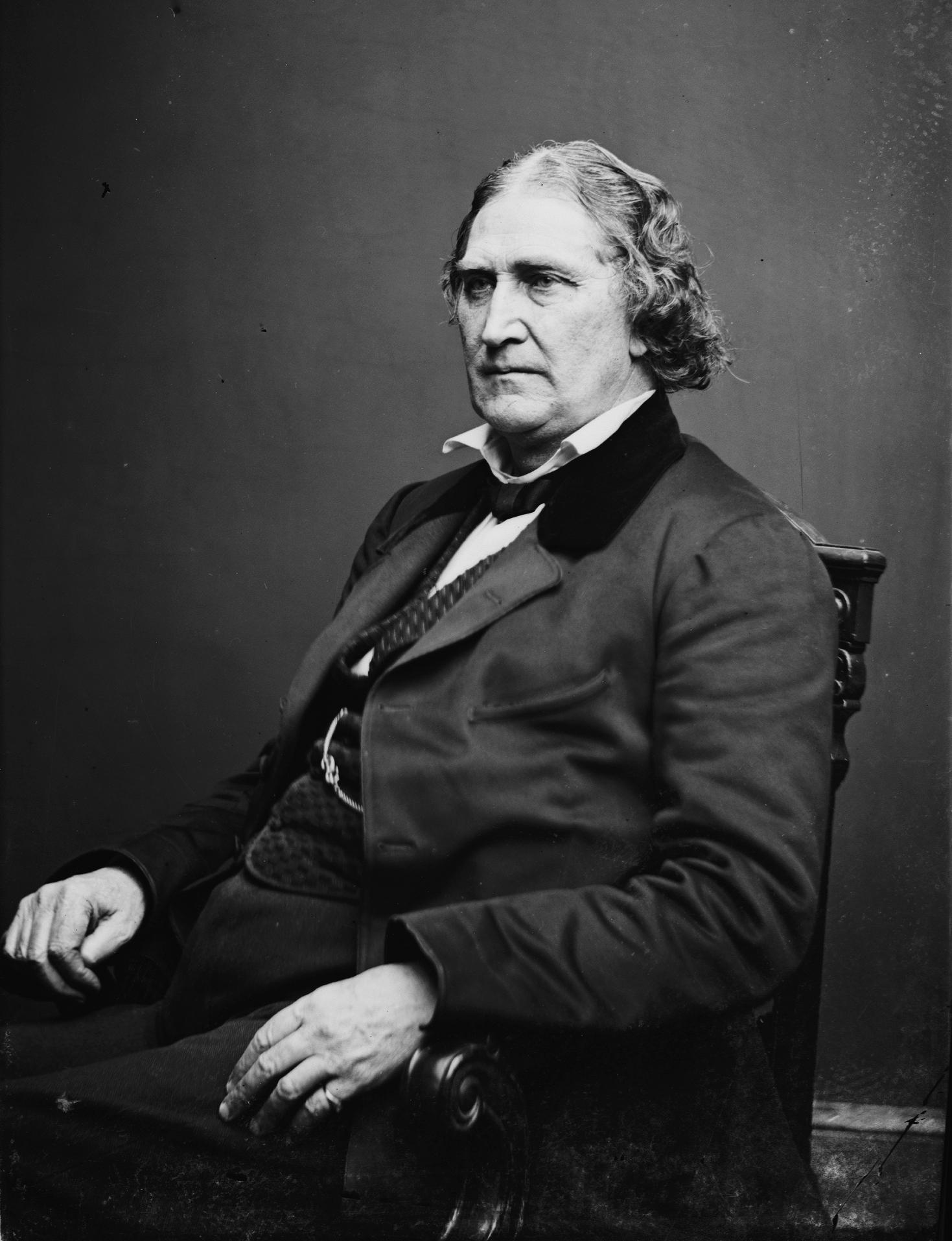
James A. Bayard Jr., 1860

James Asheton Bayard Jr. (* 15. November 1799 in Wilmington, Delaware; † 13. Juni 1880 ebenda) war ein US-amerikanischer Politiker (Demokratische Partei), der den Bundesstaat Delaware im US-Senat vertrat.

## Leben
James Bayard entstammte einer Familie, die zahlreiche bekannte Politiker hervorbrachte. Sein gleichnamiger Vater saß von 1804 bis 1813 als Föderalist im Senat, dem außerdem sein älterer Bruder Richard sowie später sein Sohn Thomas F. Bayard und wiederum dessen Sohn Thomas angehörten. Der ältere Thomas Bayard war zudem Außenminister der Vereinigten Staaten. Sein Urenkel Alexis Bayard wurde schließlich Vizegouverneur von Delaware.
Nachdem er die Schule abgeschlossen und die Rechtswissenschaften studiert hatte, wurde James Bayard in die Anwaltskammer aufgenommen und begann in Wilmington zu praktizieren. Von 1838 bis 1843 amtierte er als Bundesstaatsanwalt für Delaware. Im Jahr 1851 wurde er dann von der Delaware General Assembly in den US-Senat in Washington gewählt, wo er nach zweimaliger Wiederwahl vom 4. März 1851 bis zum 29. Januar 1864 verblieb. An diesem Tag legte er sein Mandat nieder. Während seiner ersten Amtszeit als Senator führte er unter anderem den Vorsitz im Committee on Public Buildings and Grounds sowie im Justizausschuss.
Bayard galt als konservativer Politiker. Im Vorfeld des Bürgerkrieges war es seine Auffassung, dass die abtrünnigen Südstaaten das Recht hätten, ihren eigenen Weg zu gehen. Außerdem betonte er die Besitzrechte der Sklavenhalter, weshalb er dem Abolitionismus kritisch gegenüberstand. Zwar war er gegen eine Sezession seines eigenen Staates von der Union, stand aber auch in deutlicher Opposition zu den Kriegsbemühungen der Bundesregierung unter Präsident Abraham Lincoln. Er trat als Senator zurück, weil er nicht bereit war, den verlangten Loyalitätseid zu leisten; diesen verurteilte er als nicht von der Verfassung gedeckt.
Als der für ihn in den Kongress nachgerückte George R. Riddle am 29. März 1867 verstarb, wurde der inzwischen wieder als Anwalt in Wilmington tätige Bayard zu dessen Nachfolger ernannt. Er gewann auch die fällige Nachwahl für den Rest der Legislaturperiode und verbrachte vom 5. April 1867 bis zum 3. März 1869 eine zweite Amtszeit im Senat. Beim Amtsenthebungsverfahren gegen Präsident Andrew Johnson stimmte er gegen dessen Impeachment. Auf eine erneute Wiederwahl verzichtete er. Bis zu seinem Tod im Juni 1880 praktizierte Bayard danach wieder als Jurist in seiner Heimatstadt. Er wurde auf dem Old Swedes Episcopal Church Cemetery in Wilmington beigesetzt.